# 钠
鈉，是一種化學元素，化學符號为Na，原子序數为11，原子量為22.98976928 u。它是柔軟且活性大的銀白色金屬。鈉是週期表的第一族元素，為鹼金屬的一員。因為它的價殼層只有單個電子，所以容易失去電子形成帶正電的陽離子Na+。鈉唯一的穩定同位素為鈉-23。純金屬態的鈉並不存在自然界中，須以含鈉的化合物來製備。鈉是地殼中含量第六多的元素，並且多數存在於礦物中，如長石、方鈉石以及石盐（NaCl）等。多數鈉鹽溶解度都很高：超過億萬的鈉離子都被水自礦物中給溶出，因此在溶於海洋的元素中，鈉離子和氯離子是最常見的。
鈉在公元1807年最先由汉弗里·戴维以電解氫氧化鈉分解出來，鈉化合物有許多應用，像是NaOH（鹼液）可用於肥皂製造、NaCl（食鹽）可做為除冰劑也是動物和人類體內的養分。
鈉對所有動物植物都是必要的元素。鈉離子是細胞外液（ECF）中最重要的陽離子，對細胞外液的滲透壓和細胞外液的間隔具重要影響，間隔中的水份流失，會造成鈉離子濃度上升，這種情況稱為高鈉血症，細胞外液間隔中的水和鈉離子等滲性的流失，造成間隔大小變小，這種情況稱為低血鈉症。
鈉鉀幫浦在人的細胞中用來三個鈉離子移到細胞外，並將兩個鉀離子進入細胞內。測量細胞膜內外的離子濃度，鉀離子為40:1，而鈉離子為1:10。在神經細胞中，當神經細胞靜止時，細胞膜電荷的交換（钠离子内流）會造成神經衝動的傳導，稱之為動作電位，而鈉是此作用的關鍵。

## 物理性质
在标准情况下，钠是一种软的银色金属。

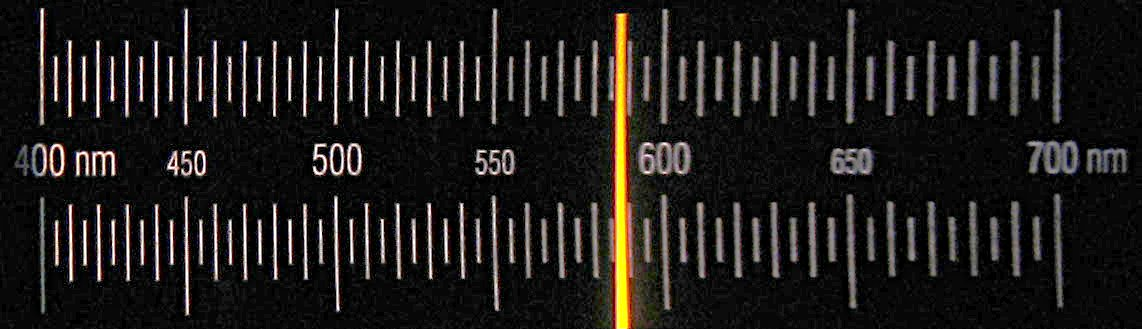
钠的发射光谱，显示了D线。

除非浸入矿物油或惰性气体中（这也是它通常的储存方式），不然钠会与空气中的氧气反应，形成灰白色的氧化钠。金属钠可以被刀轻易切割，也是良好的热导体和电导体。由于原子量低且原子半径大，钠是密度第三低的金属，也是三种可浮于水的金属之一，另外两种是锂和钾。钠的熔点（98 °C）和沸点（883 °C）低于锂但高于钾，符合元素周期律。这些性质在高压下变化：在1.5 Mbar下，金属钠的外观从银白色变成黑色，在1.9 Mbar下变成透明的红色，在3 Mbar下变成透明清澈的固体。这些高压同素异形体都是电的绝缘体，结构都为电子盐。

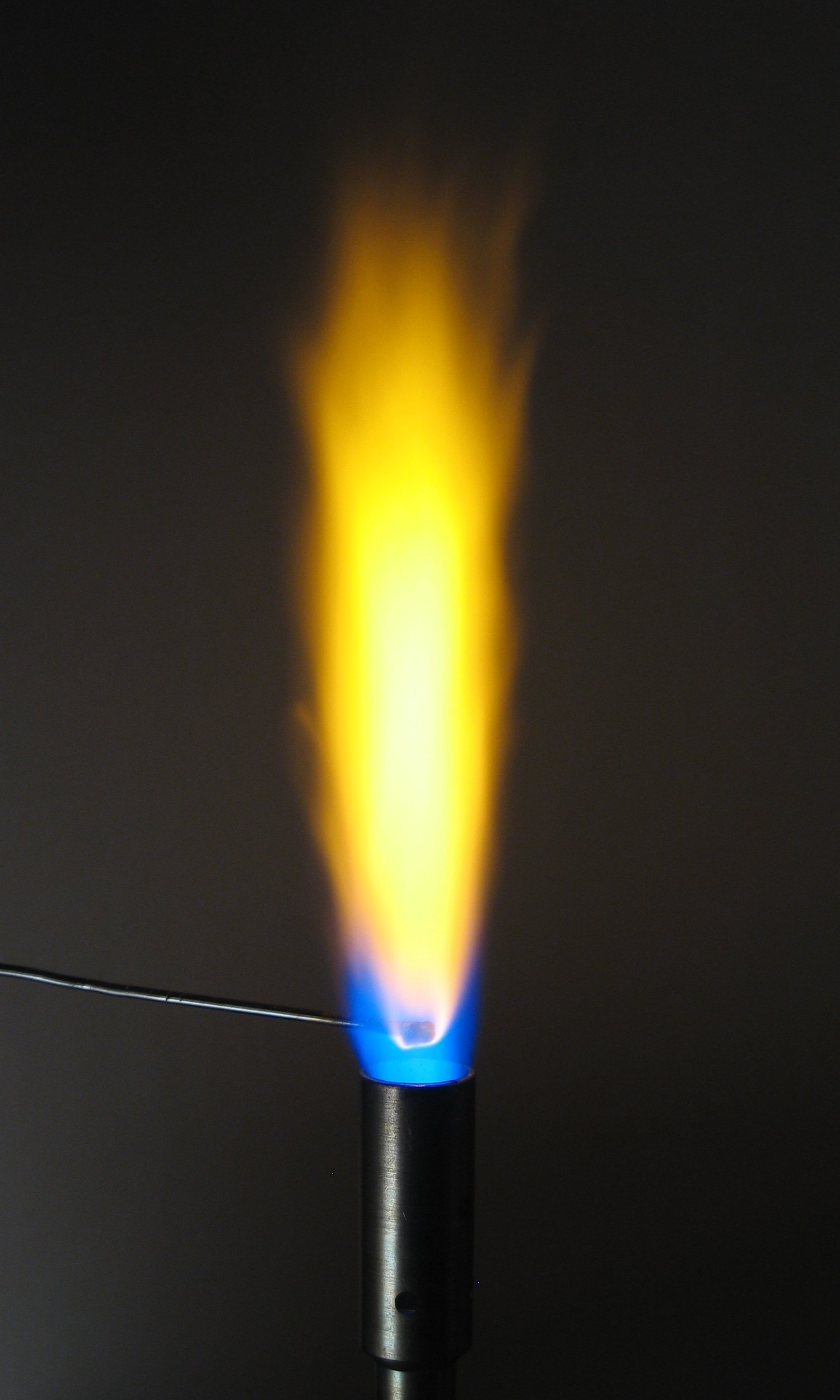
钠的焰色反应是明亮的黄色

在焰色反应中，钠和其化合物是黄色的，因为激发态的3s电子会在从3p跌到3s时放出一个光子，而这个光子的波长为D线，也就是589.3 nm。自旋-轨道作用使得3p轨道和D线都分成两条，分别处于589.0和589.6 nm；而超精细结构使得这两条轨道放出更多的线。

### 同位素
目前已知有20种钠的同位素，不过只有23Na是稳定的。23Na是在碳聚变中两个碳原子核聚变并放出质子而成的，这需要超过6亿开尔文的温度和3个太阳质量才能做到。两种放射性的宇宙射线同位素是由宇宙射线散裂产生的：22Na的半衰期为2.6年，而 24Na的半衰期为15小时，其它钠同位素的半衰期都小于一分钟。两种钠的同核异构体也是已知的，半衰期较长的24mNa 的半衰期为20.2毫秒。在临界事故中，急性中子辐射会把人体内的一些23Na转变成24Na，因此可以通过 24Na和23Na的比例计算受害者的辐射剂量。

## 化合物
钠原子有11个电子，比稀有气体氖多一个电子。钠的第一和第二电离能分别为495.8 kJ/mol和4562 kJ/mol，因此钠通常形成含有Na+阳离子的离子化合物。
钠的反应性比钾低，但比锂高。金属钠是一种强还原剂，Na+/Na的标准电极电势为−2.71V，不过锂和钾的标准电极电势都更低。

### 含鈉鹽類及鈉氧化物

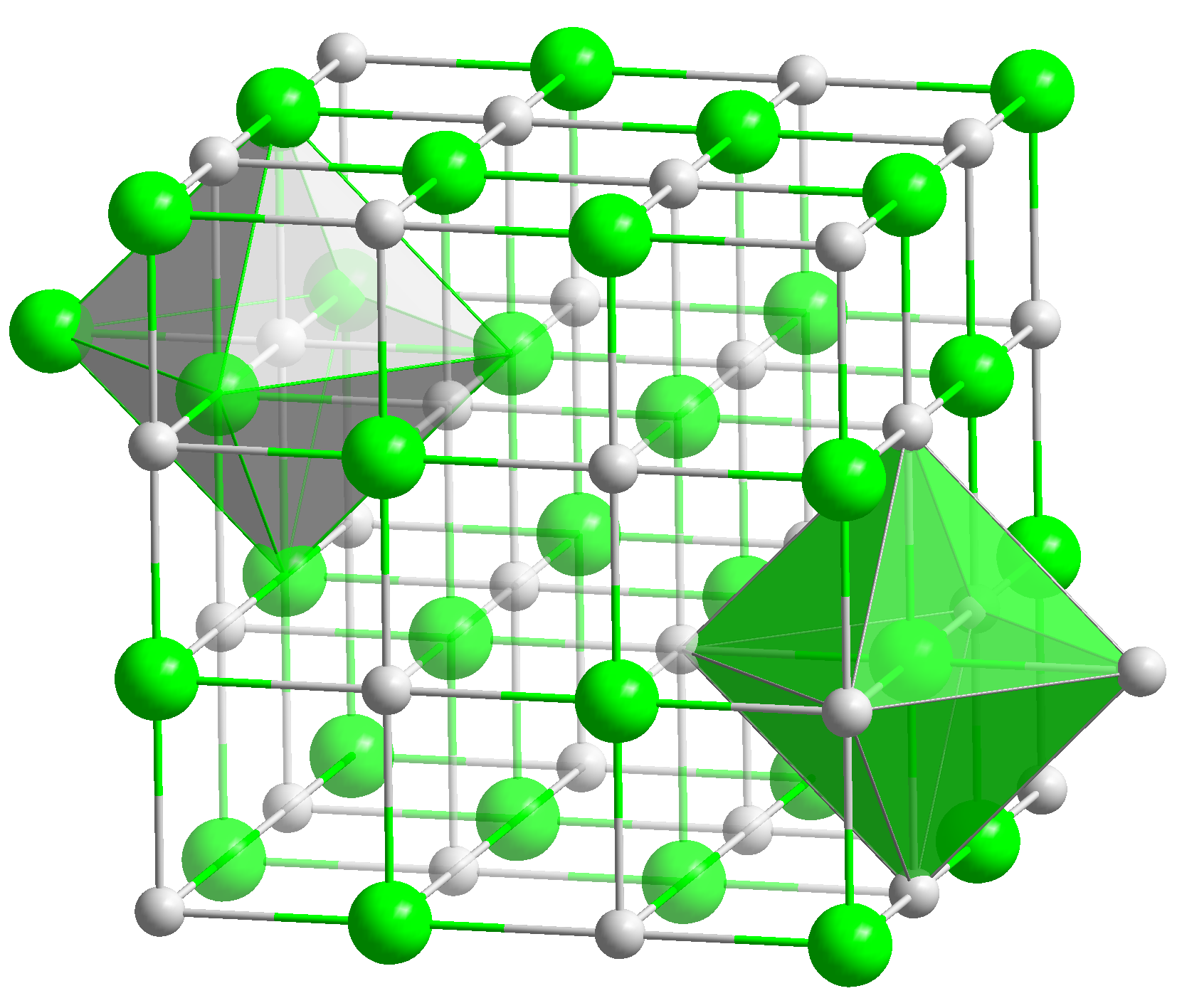
氯化钠的结构，显示了Na^{+}和Cl^{−}的八面体型框架。这个框架在水中时会分解，并在水蒸发时重新组装。

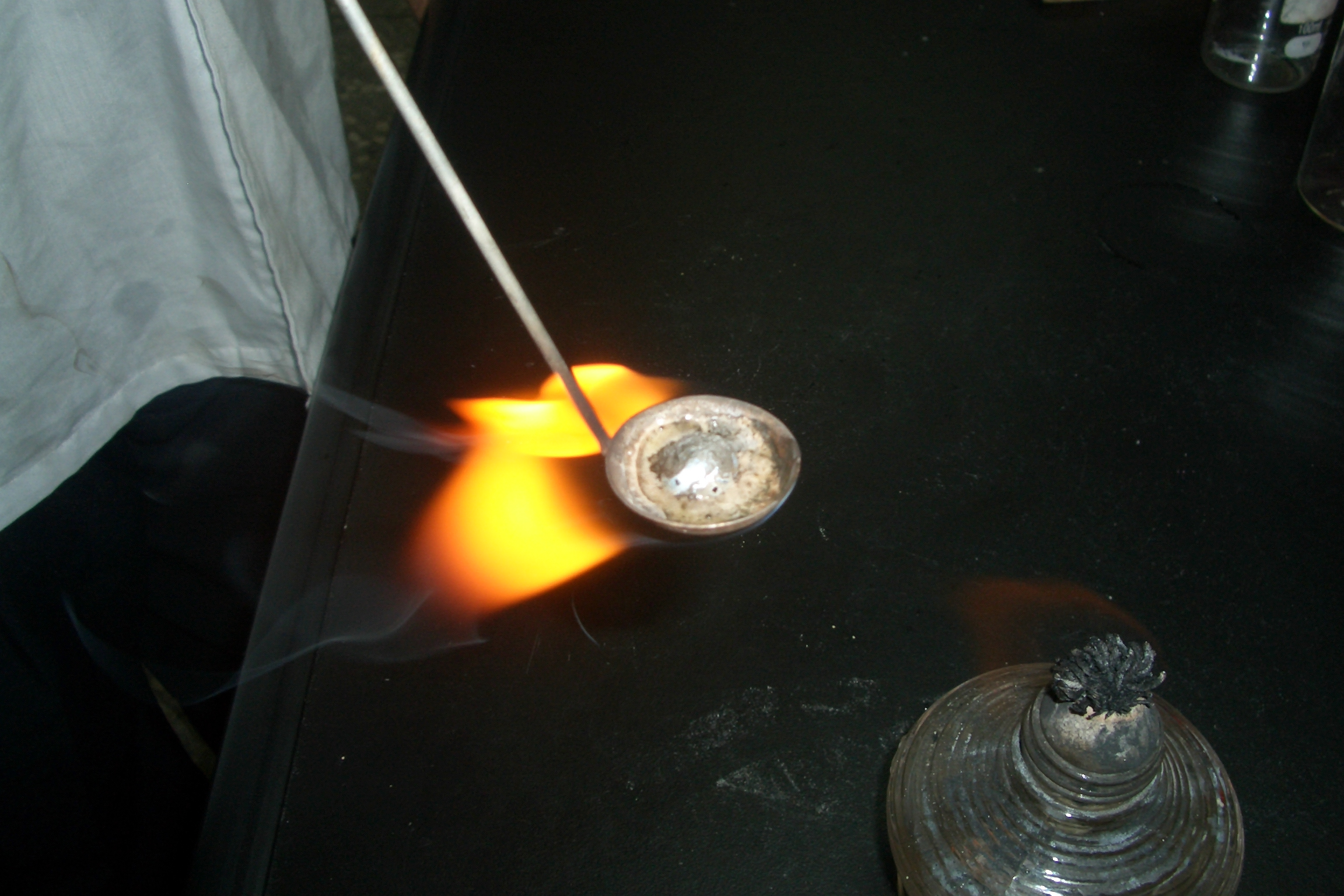
燃燒金屬鈉主要產生淡黄色的过氧化鈉

钠化合物具有巨大的商业重要性，对于生产玻璃、纸、肥皂和纺织品的行业尤其重要。最重要的钠化合物包括氯化钠（{\displaystyle {\ce {NaCl}}}）、碳酸钠（{\displaystyle {\ce {Na2CO3}}}）、碳酸氢钠（{\displaystyle {\ce {NaHCO3}}}）、氢氧化钠（{\displaystyle {\ce {NaOH}}}）、硝酸钠（{\displaystyle {\ce {NaNO3}}}）、磷酸钠、硫代硫酸钠（{\displaystyle {\ce {Na2S2O3*5H2O}}}）、氟化鈉、醋酸鈉和硼砂（{\displaystyle {\ce {Na2B4O7*10H2O}}}）。在这些化合物中，钠通常形成离子键，是一种硬的路易斯酸。

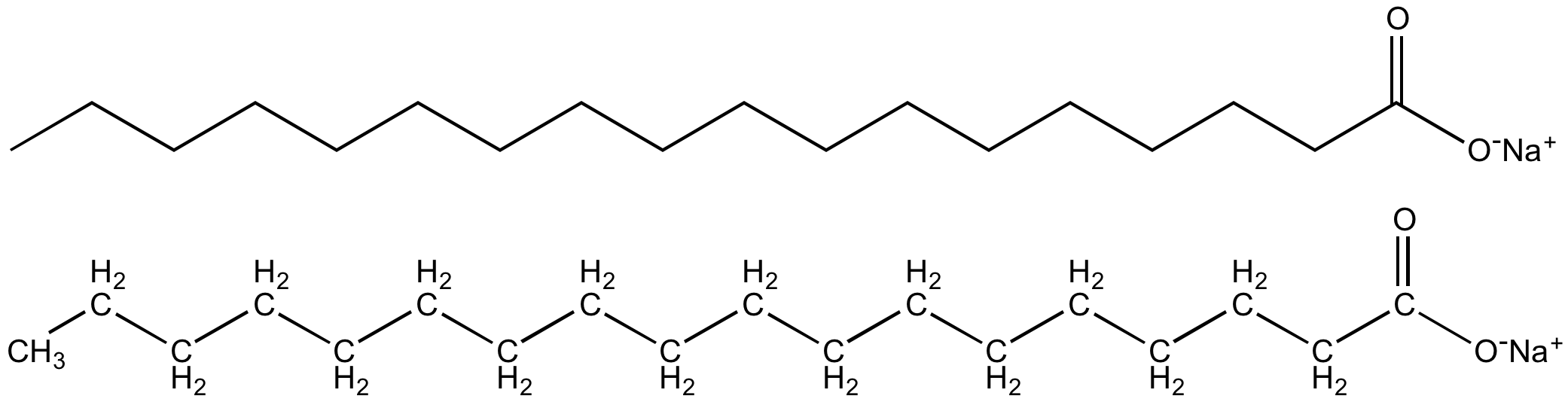
硬脂酸钠，一种典型的肥皂的结构。

很多肥皂都是脂肪酸的钠盐。钠肥皂比钾肥皂的熔点更高（也更硬）。
类似其它碱金属，钠和水的反应是强烈的放热反应。反应会产生氢氧化钠和可燃的氢气。当钠在空气中燃烧时，会产生過氧化钠和一些氧化钠。

### 水溶液
钠倾向于形成可溶于水的化合物，例如卤化物、硫酸盐、硝酸盐、羧酸盐和碳酸盐。钠的主要水合物是水配合物{\displaystyle {\ce {[Na(H2O)_{n}]+}}}，其中{\displaystyle n=4\sim 8}。
从水溶液中直接沉淀钠盐是罕见的，因为钠盐通常对水具有高亲和力（铋酸钠 {\displaystyle {\ce {NaBiO3}}}除外）。由于钠化合物在水中的高溶解度，钠盐通常是通过蒸发或用有机溶剂沉淀分离的。它们在有机溶剂的溶解度低，例如氯化钠在乙醇的溶解度只有 0.35 g/L。冠醚，像是15-冠-5，可用作相转移催化剂。
样本的钠含量可以通过原子吸收光谱法或电位差计测量。

### 电子盐和钠化物
与其他碱金属一样，钠溶于氨和一些胺中，形成深色溶液。这些溶液蒸发后会留下一层闪亮的金属钠薄膜。这些溶液会形成配合物 {\displaystyle {\ce {(Na(NH3)6)+}}}，它的正电荷会被作为阴离子的电子抵消。穴醚可以将这些配合物作为结晶分离。钠会和冠醚、穴醚和其它配体形成配合物。举个例子，15-冠-5对钠有高亲和性，因为它的孔径为 1.7–2.2 Å，可以装下一个钠原子（1.9 Å）。穴醚，类似冠醚和其它离子载体，也对钠离子具有高亲和力。通过歧化将穴醚加到钠的氨溶液中，可以获得钠负离子 Na−的衍生物。

### 有机钠化合物

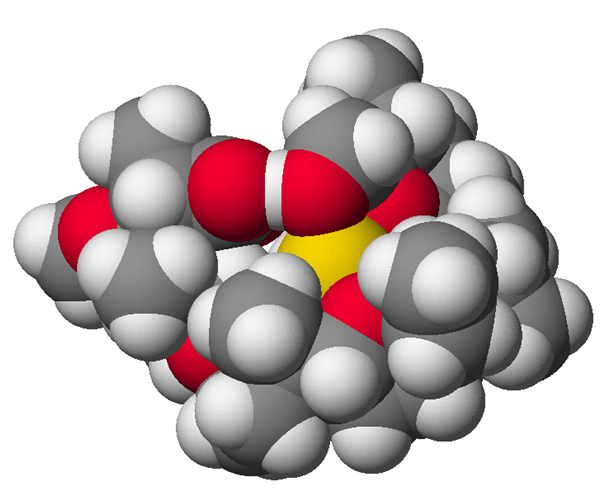
钠（Na+，黄色球）和莫能菌素-A的配合物

很多有机钠化合物是已知的。由于C-Na键的高极性，它们类似碳负离子。一些著名的有机钠化合物包括环戊二烯基钠（{\displaystyle {\ce {NaC5H5}}}）和三苯基碳钠（{\displaystyle {\ce {(C6H5)3CNa}}}）。萘钠，化学式 Na+[C10H8•]−，是一种强还原剂，由钠和萘在醚类环境中反应而成。

### 金属间化合物
钠可以和很多金属形成合金，例如钾、钙、铅、11族元素和12族元素。钠和钾的合金有 KNa2和NaK。含有 40–90% 钾的钠钾合金在常温下是液体，是极佳的热导体和电导体。钠钙合金是从 {\displaystyle {\ce {NaCl-CaCl2}}}和 {\displaystyle {\ce {NaCl-CaCl2-BaCl2}}}中电解钠的副产物。钙仅与钠部分混溶。在液态下，钠和铅完全混溶。有几种制造钠铅合金的方法，其中一种方法是将它们一起融化，另一种方法是将钠电解沉积在熔化的铅阴极上。{\displaystyle {\ce {NaPb3}}}、{\displaystyle {\ce {NaPb}}}、{\displaystyle {\ce {Na9Pb4}}}、{\displaystyle {\ce {Na5Pb2}}}和{\displaystyle {\ce {Na15Pb4}}}都是已知的钠铅合金。钠也和金 ({\displaystyle {\ce {NaAu2}}}) 、银 ({\displaystyle {\ce {NaAg2}}})形成合金。12族元素（锌、镉和汞）可以和钠形成合金。{\displaystyle {\ce {NaZn13}}}和{\displaystyle {\ce {NaCd2}}}是已知的。钠会形成 {\displaystyle {\ce {NaHg}}}、{\displaystyle {\ce {NaHg4}}}、{\displaystyle {\ce {NaHg2}}}、{\displaystyle {\ce {Na3Hg2}}}和 {\displaystyle {\ce {Na3Hg}}}等各种汞齐。

## 历史
钠的名称来自阿拉伯语suda（صداع），意思是头痛，因为人们很早就知道碳酸钠或苏打水有缓解头痛的特性。尽管钠（有时被称为苏打）长期以来一直在化合物中被识别，但直到1807年，汉弗里·戴维通过电解氢氧化钠，才分离出金属钠。1814年，钠的化学符号Na由约恩斯·贝尔塞柳斯在他的化学符号系统中首次发表，是这种元素的新拉丁语名称natrium，指的是埃及的石碱，即主要是水合碳酸钠组成的天然矿物。石碱在历史上有多个重要的工业和家庭用途，后来被其它钠化合物取代。

## 分布
地壳中含有 2.27% 钠，是地壳中第七丰富的元素，也是第五丰富的金属，仅次于铝、铁、钙和镁，位于钾之前。钠在海洋中的丰度为 1.08×104 mg/L。由于其高反应性，钠从不以单质形式存在于自然界。它存在于许多矿物质中，一些非常易溶，例如石盐和石碱，另一些则溶解性较差，例如角闪石和沸石。某些钠矿物，如冰晶石和长石不溶于水，这源于它们的聚合阴离子。

### 太空的钠
原子钠在光谱的橙黄色部分有极强的谱线（和钠灯的谱线一样）。这存在于很多恒星的谱线中，包括太阳。1814年，约瑟夫·冯·夫琅和费在研究太阳光谱中的谱线（夫琅和费线）时首次研究了这条线。他把这条线命名为D线，尽管它其实是由精细结构和超精细结构分开的紧密的线。
D 线的强度意味着它已在许多其他天文环境中被检测到。在恒星中，可以在任何表面冷却到足以使钠以原子形式（而不是电离的离子形式）看到它。这对应于黃-白矮星和温度更低的恒星。许多恒星似乎有钠吸收线，但这实际上是由前面的星际物质中的气体引起的。这两者可以通过高分辨率光谱来区分，因为星际谱线比通过恒星自转产生的线窄得多。
在许多太阳系环境中也检测到了钠，包括水星的大气层、月球的散逸层和许多天体。一些彗尾中含有钠，而它们是在 1997 年对海尔-波普彗星的观测中首次发现的。钠甚至在一些太阳系外行星的大气中被检测到了。

## 生产
全球每年生产 100,000 吨的金属钠。其在 19 世纪后期首次商业化生产，由碳酸钠在 1100 °C下的碳热反应而成。这类似于生产金属铝的德维尔法的第一步。
{\displaystyle {\ce {Na2CO3 + 2 C -> 2 Na + 3 CO}}}
人们对铝的高需求创造了生产钠的需求。通过电解熔盐浴生产铝的霍尔－埃鲁法的引入结束了对大量钠的需求。1886年，又开发了基于还原氢氧化钠的相关工艺。
基于 1924 年获得专利的工艺，钠现在是通过熔融氯化钠的电解来进行商业生产。这个反应会在当斯槽中完成，其中 NaCl 会和氯化钙混合，使熔点下降到 700 °C以下。由于钙的电正性比钠低，所以没有钙会沉积在阴极。这个方法比之前的卡斯纳法（电解氢氧化钠）便宜。
由于储存和运输困难，钠的市场波动较大。它必须储存在干燥的非活性气体气氛或无水矿物油里，以防止形成氧化钠或超氧化钠氧化膜。

## 用处
尽管金属钠有很多重要的用处，钠化合物有更多的用处。例如，全球每年都会生产数百万吨的氯化钠、氢氧化钠和碳酸钠。氯化钠广泛用于除冰，也用作为防腐剂。碳酸氢钠的使用包括烘焙、作为膨松剂和苏打爆破。类似钾，许多重要的药物都添加了钠以提高生物利用度。虽然在大多数情况下，钾是更好的离子，但钠的价格和原子量较低。氢化钠在各种有机反应（例如羟醛反应）和无机化学中用作还原剂。
金属钠主要用于制造硼氢化钠、叠氮化钠、靛蓝和三苯基膦。曾经，钠常见的用途是制造四乙基铅和金属钛。由于四乙基铅被淘汰了，新的钛生产方法也出现了，钠的产量在 1970 年后下降。钠还用作合金、硬水软化、以及当其它物质无效时，金属的还原剂。钠灯有时用于城市的街道照明，会发出橙黄色至桃色的光。钠或和钾的合金都是干燥剂，在干燥时会和二苯基甲酮一起形成强烈的蓝色。在有机合成中，钠可用于各种反应，如伯奇还原反应，也可用于钠融合试验以定性分析化合物。钠和醇反应，形成醇钠；而钠的氨溶液可以把炔烃还原成反式烯烃。放射钠 D光的激光器用于制造激光导引星，辅助陆基可见光望远镜的自适应光学。

### 传播热量

NaK 相图，显示熔点与钾浓度的关系。含有 77%钾的钠钾合金是共晶系统，熔点最低，为 −12.6 °C。

液态钠在某些核反应堆中用作传热剂，因为它具有在反应堆中实现高中子通量所需的高热导率和低中子吸收截面。钠的较高沸点允许反应堆在正常压力下运行，但它的缺点包括不透明性（阻碍了视觉维护）以及爆炸性。放射性的钠-24在运行过程中可能由钠的中子活化产生，有轻微辐射危害。在从反应堆中取出后的几天内，它的放射性就会停止。如果反应堆需要频繁开关，就会使用 NaK，因为 NaK 在室温下是液体，不会在管道中凝固。在这种情况下，钾的自燃性需要额外的预防措施来防止和检测。钠的另一种传热应用是高性能内燃机中的提升阀。阀杆部分中充满钠，并作为热导管来冷却阀门。

## 生物影响

### 对人体的影响
鈉是人體必需的礦物質營養素。它可调节血液体积、血压、渗透平衡和 pH。钠的最低生理需求从新生儿的每天约 120 毫克到 10 岁以上的每天 500 毫克不等。 

#### 含量與分佈
人體鈉含量為105克，其中骨骼表面佔總含量的30%。血鈉正常濃度為每升血液含鈉3.15-3.4克。

#### 饮食
氯化钠是饮食中钠的主要来源，在腌制食品、肉干等商品中用作调味品和防腐剂。 对于美国人来说，大多数氯化钠来自方便食品。钠的其它来源包括食物中天然存在的钠和谷氨酸钠 (MSG)、亚硝酸钠、糖精钠、碳酸氢钠（泡打粉）和苯甲酸钠等食品添加剂。
成人每日建議攝取量為2.3克，兒童與少年為1.5-2.2克美国国家医学院将钠的可耐受最高摄入量设为每天 2.3 克，但一个普通美国人每天消耗 3.4 克的钠。美国心脏协会建议每天摄入不超过 1.5 克的钠。

#### 高钠消耗
摄入高钠並不健康，会导致心脏机械性能的改变。高钠摄入还与慢性肾病、高血压、心血管疾病和中风有关。

##### 高血压
较高的钠摄入量与较高的血压之间存在很强的相关性。有研究发现，每天将钠摄入量降低 2 克，会使收缩压降低约 2到 4毫米汞柱。据估计，钠摄入量的减少将会使高血压病例减少 9% 至 17%。
高血压每年导致全球 760 万人过早死亡。（注意盐里只含有 39.3% 的钠，剩下的部分都是氯和其它微量元素，所以 2.3 g 的钠就是 5.9 g的食盐，约为一茶匙。）美国食品药品监督管理局规定，患有高血压和前高血压的成年人应将每日钠摄入量减少到 1.5 克。

#### 生理影响
肾素-血管紧张素系统调节体内的液体量和钠浓度。肾脏中血压和钠浓度的降低会导致肾素的产生，进而产生醛固酮和血管紧张素，从而刺激钠重新吸收回到血液中。当钠浓度增加时，肾素的产生减少，钠浓度恢复正常。钠离子 (Na+) 是神经元功能以及细胞和细胞外液之间渗透调节的重要电解质。这在所有动物中都是通过钠钾泵来实现的。 钠是细胞外液中最普遍的金属离子。
人类血液中异常低或异常高的钠水平在医学上分别为低血钠症和高血钠症。这些情况可能是由遗传因素、衰老或长期呕吐或腹泻引起的。

### 对植物的影响
在C4类植物中，钠是一种有助于新陈代谢的微量营养素，特别是磷酸烯醇式丙酮酸的再生和叶绿素的合成中。它在多种作用中可以替代钾，例如维持膨压和帮助气孔的打开和关闭。土壤中过量的钠会通过降低水势来限制水分的吸收，这可能会导致植物枯萎。细胞质中钠浓度过高会导致酶抑制，进而导致坏死和萎黄病。作为回应，一些植物已经发展出机制来限制根部对钠的吸收，将其储存在细胞的液胞中，并限制盐分从根部向叶子的运输。过量的钠也可能储存在旧的植物组织中，限制对新生长的植物组织的损害。盐生植物已经适应在富含钠的环境中繁衍生息。

## 危险性
钠遇水形成可燃的氢气和腐蚀性的氢氧化钠，因此摄入并接触皮肤、眼睛或粘膜上的水分会导致严重灼伤。钠在水中爆炸，因为形成了高爆炸性的氢气和可溶于水的氢氧化钠（这使表面积增加）。然而，钠在空气中被点燃或自燃（据报道，当钠达到 290 °C时发生）产生的火相对温和。如果是大块的钠（非熔融），由于会形成保护层，它与氧气的反应会变慢。水类灭火器只会加剧钠火，二氧化碳和二氟氯溴甲烷也不应该用于钠火。金属产生的火是D类火，但不是所有的 D类灭火器都对钠火有效。一种对钠火有效的灭火剂为 Met-L-X。其它有效灭火剂包括 Lith-X，由石墨粉、有机磷酸酯阻燃剂和干沙组成。通过惰性气体将钠与氧气隔离，可以防止核反应堆中的钠火灾。使用称为集水盘系统的多种设计措施可以防止池型钠火。它们将泄漏的钠收集到一个与氧气隔离的泄漏回收罐中。

## 外部連結
- 元素钠在洛斯阿拉莫斯国家实验室的介紹（英文）
- —— 钠（英文）
- 元素钠在The Periodic Table of Videos（諾丁漢大學）的介紹（英文）
- 元素钠在Peter van der Krogt elements site的介紹（英文）
- WebElements.com – 钠（英文）
- Sodium （页面存档备份，存于） at The Periodic Table of Videos（英语：The Periodic Table of Videos） (University of Nottingham)
- Etymology of "natrium" – source of symbol Na （页面存档备份，存于）
- The Wooden Periodic Table Table's Entry on Sodium （页面存档备份，存于）
- Sodium isotopes data from The Berkeley Laboratory Isotopes Project's
- 液态钠和过渡金属氧化物的反应 （页面存档备份，存于）（英文）